# Pitajo diadème
Silvicultrix diadema
Espèce
Synonymes
- Ochthoeca diadema (désuet)

Statut de conservation UICN

 LC  : Préoccupation mineure
Le Pitajo diadème (Silvicultrix diadema) est une espèce de passereaux de la famille des Tyrannidae.

## Taxinomie
Plusieurs bases de données comme Catalogue of Life, ITIS et l'Animal Diversity Web l'appellent Ochthoeca diadema,,. Elles considèrent en effet les espèces du genre Silvicultrix comme appartenant au genre Ochthoeca, contrairement au Congrès ornithologique international qui les en a séparées à la suite des travaux de Tello et al. et de Harshman en 2009.

## Systématique et distribution
Cet oiseau est représenté par cinq sous-espèces selon la classification de référence du Congrès ornithologique international (version 9.1, 2019) :
- Silvicultrix diadema jesupi (Allen, JA, 1900) : sierra Nevada de Santa Marta (nord-est de la Colombie) ;
- Silvicultrix diadema rubellula (Wetmore, 1946) : nord-est de la Colombie (serranía de Perijá) et nord-ouest du Venezuela (État de Zulia) ;
- Silvicultrix diadema tovarensis (Gilliard, 1940) : cordillère costale du nord du Venezuela (État d'Aragua et District de la capitale) ;
- Silvicultrix diadema diadema (Hartlaub, 1843) : est des Andes de la Colombie et de l'ouest du Venezuela ;
- Silvicultrix diadema gratiosa (Sclater, PL, 1862) : ouest de la Colombie, est de l'Équateur et nord du Pérou[4],[6].